# Songkran
Songkran (in thai สงกรานต์) è il capodanno del calendario lunisolare buddista, festeggiato in molti paesi del Sud-est asiatico come Birmania (dove è chiamato Thingyan), Cambogia, Sri Lanka, Laos, Thailandia e nella Cina sud-occidentale. Le celebrazioni durano tre giorni in occasione del cambiamento di posizione del sole nell'anello dello zodiaco, che solitamente avviene attorno alla metà di aprile.
Questa tradizione theravāda legata al capodanno buddista prevede delle forme di abluzione purificatrici, che simboleggiano la rinascita primaverile ma anche la cacciata della cattiva sorte.

## Giorni festivi
Durante il Songkran, gli uffici sono chiusi e quasi tutti sono in festa. Di solito è un'occasione per chi vive lontano dal posto in cui è nato per tornare a trovare i parenti. Vengono organizzati sontuosi banchetti e ci si reca a visitare il wat, dove si portano offerte. Il primo giorno si offre al tempio del cibo e si ascolta il messaggio del Dharma recitato da un monaco. Il secondo giorno si porta al wat della sabbia, contributo simbolico per la costruzione di un nuovo tempio.
Nei giorni della festa, le statue del Buddha vengono portate fuori dai templi ed esposte al pubblico che le bagna per purificarle. Vengono anche poste su vetture scoperte e portate in giro per eseguire il rito della purificazione anche al di fuori dei templi.

## Songkran in altri paesi
Songkran è festeggiato come Sangken nelle aree nord orientali dell'India e corrisponde al capodanno della comunità buddista. Sangken è celebrato dalla tribù Khampti. Inoltre, il festival è celebrato dalle comunità Singpho, Khamyang, Tikhaks (Tangsa) e Phakyal del Arunachal Pradesh e dalle comunità Tai Phake dell'Assam. Generalmente il Sangken cade nel mese del Naun Ha’, il quinto mese dell'anno del calendario Khampti Lunar, che coincide col mese di Aprile. 

## Galleria d'immagini

### Cerimonia classica

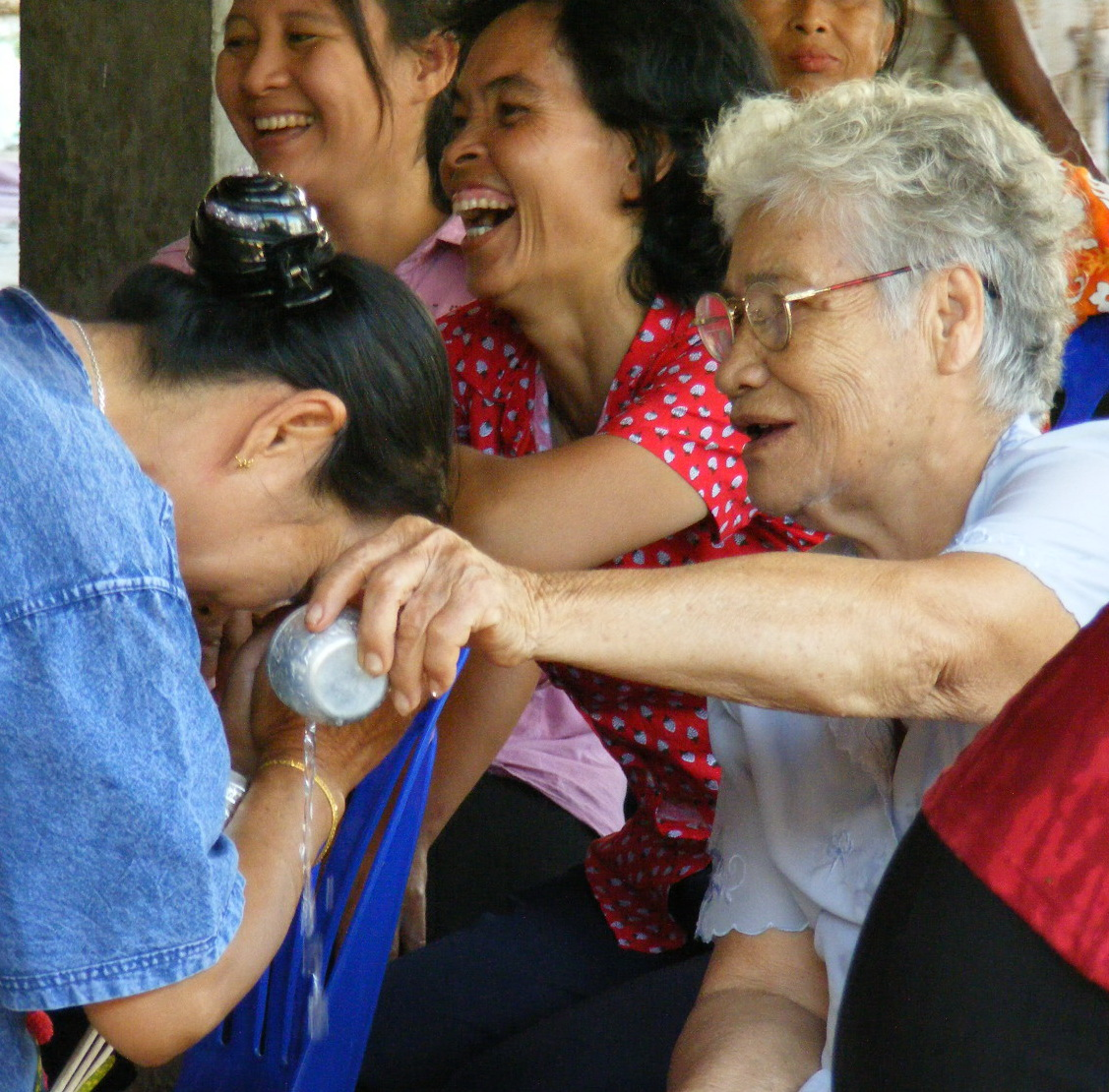
Thailandia
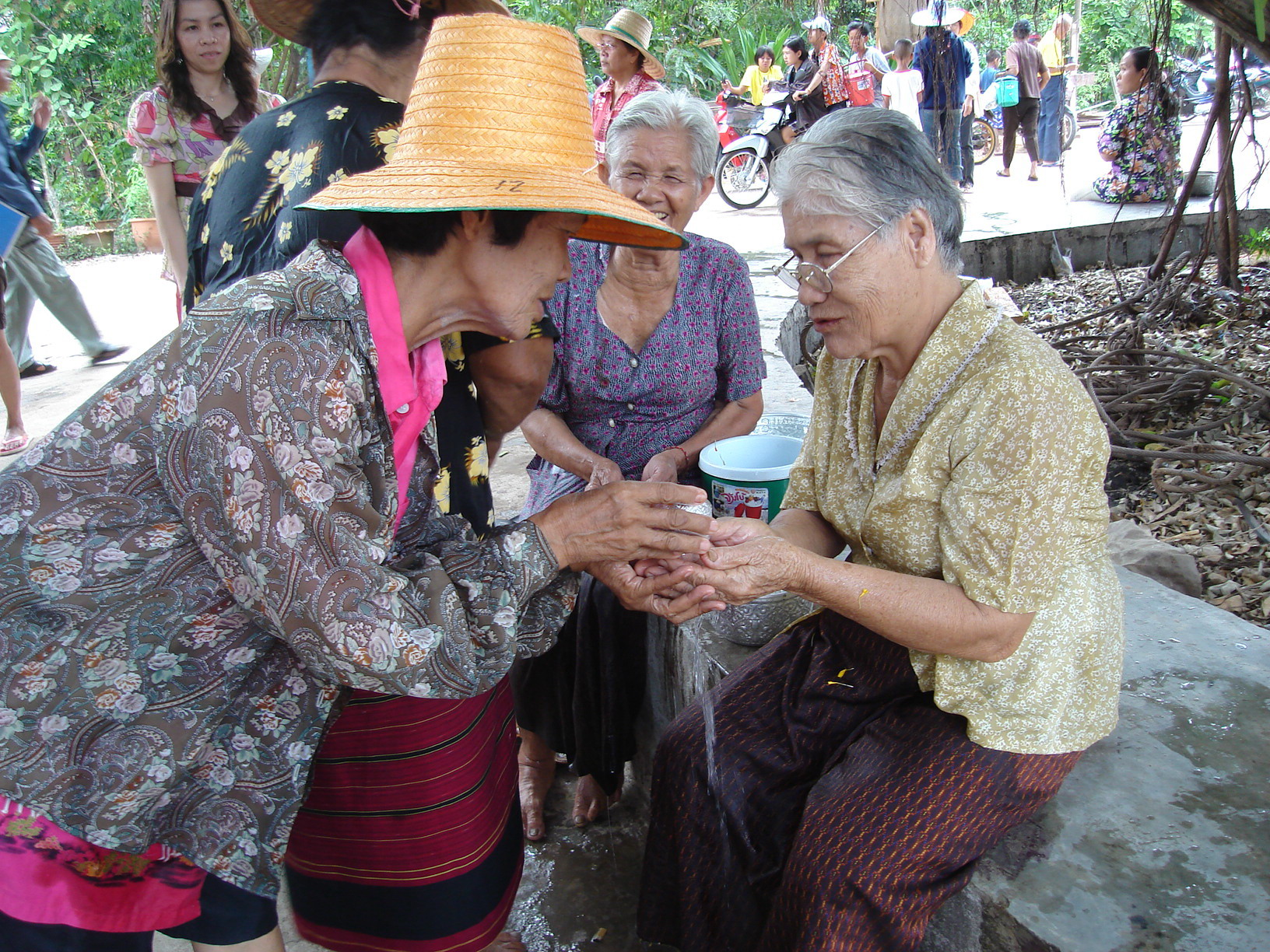
Thailandia
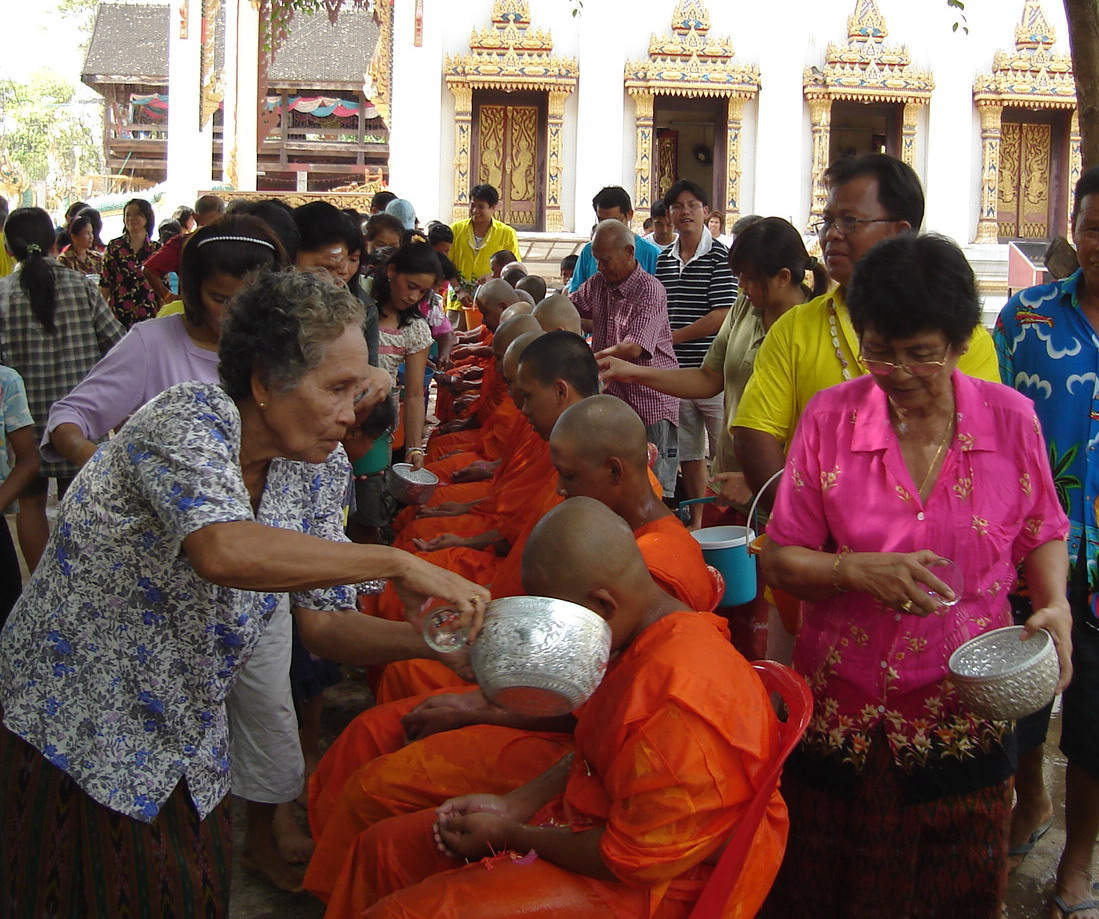
Thailandia
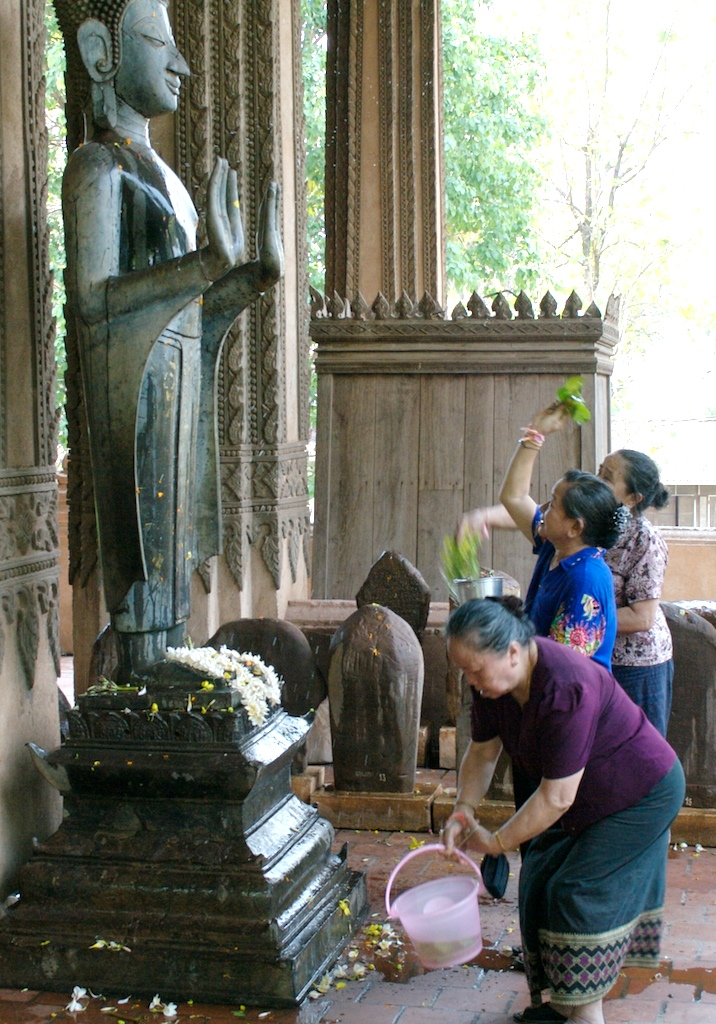
Laos
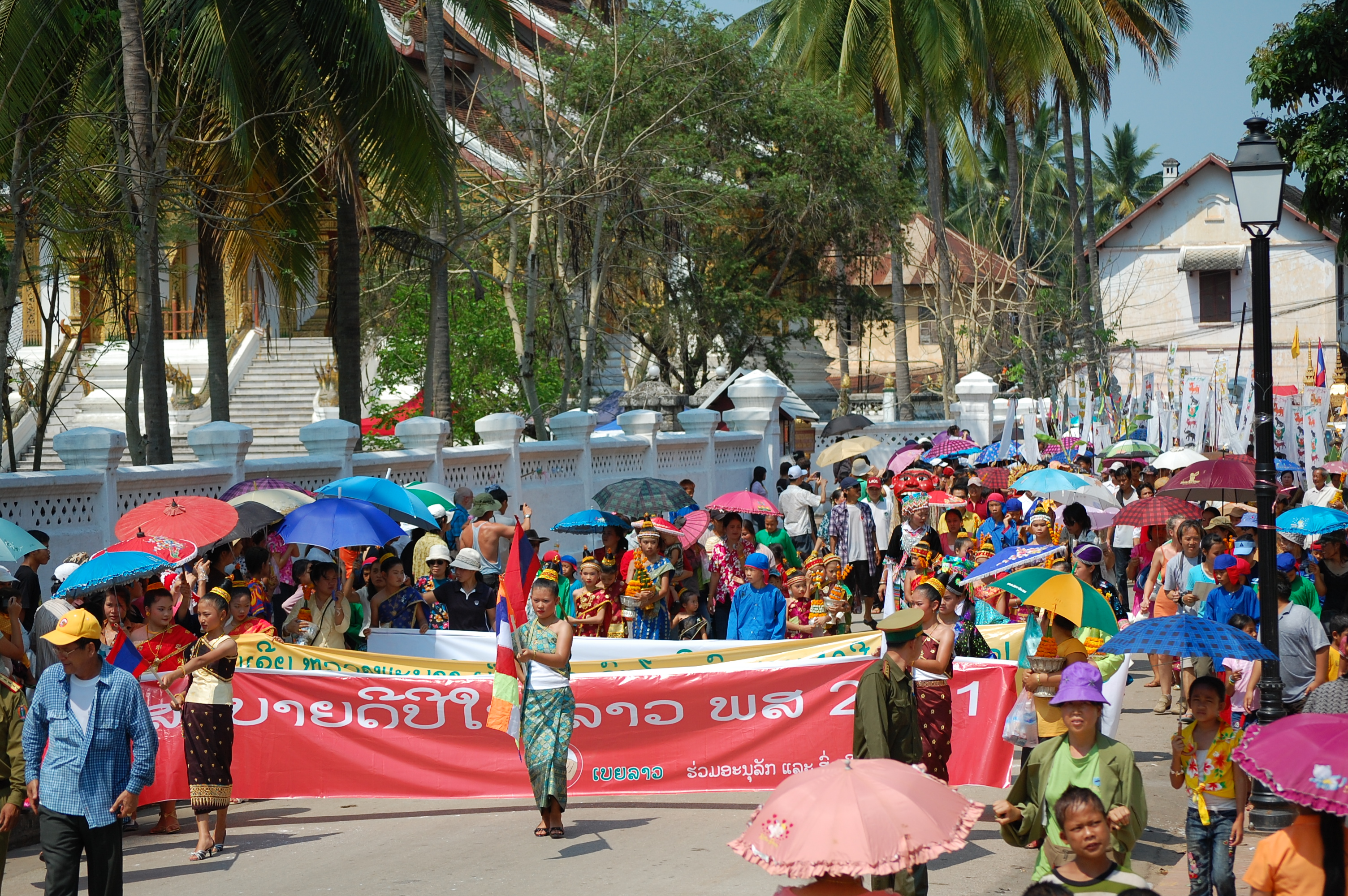
Laos

### Follia collettiva

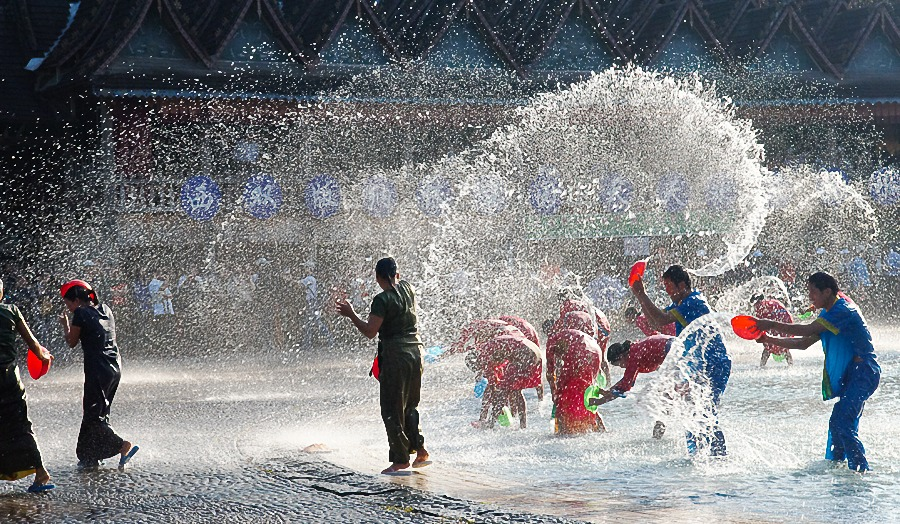
Cina
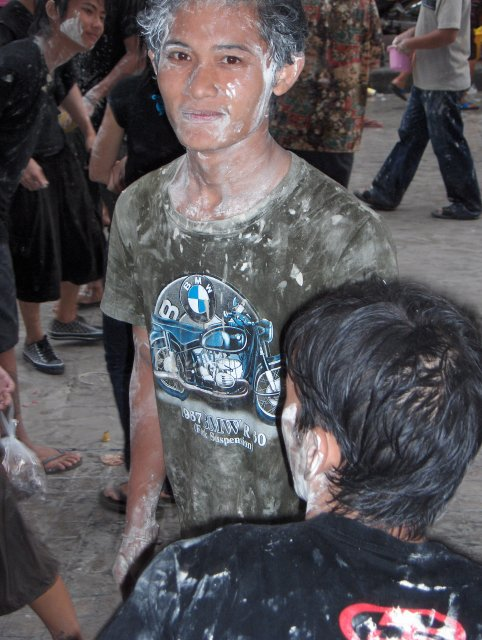
Thailandia
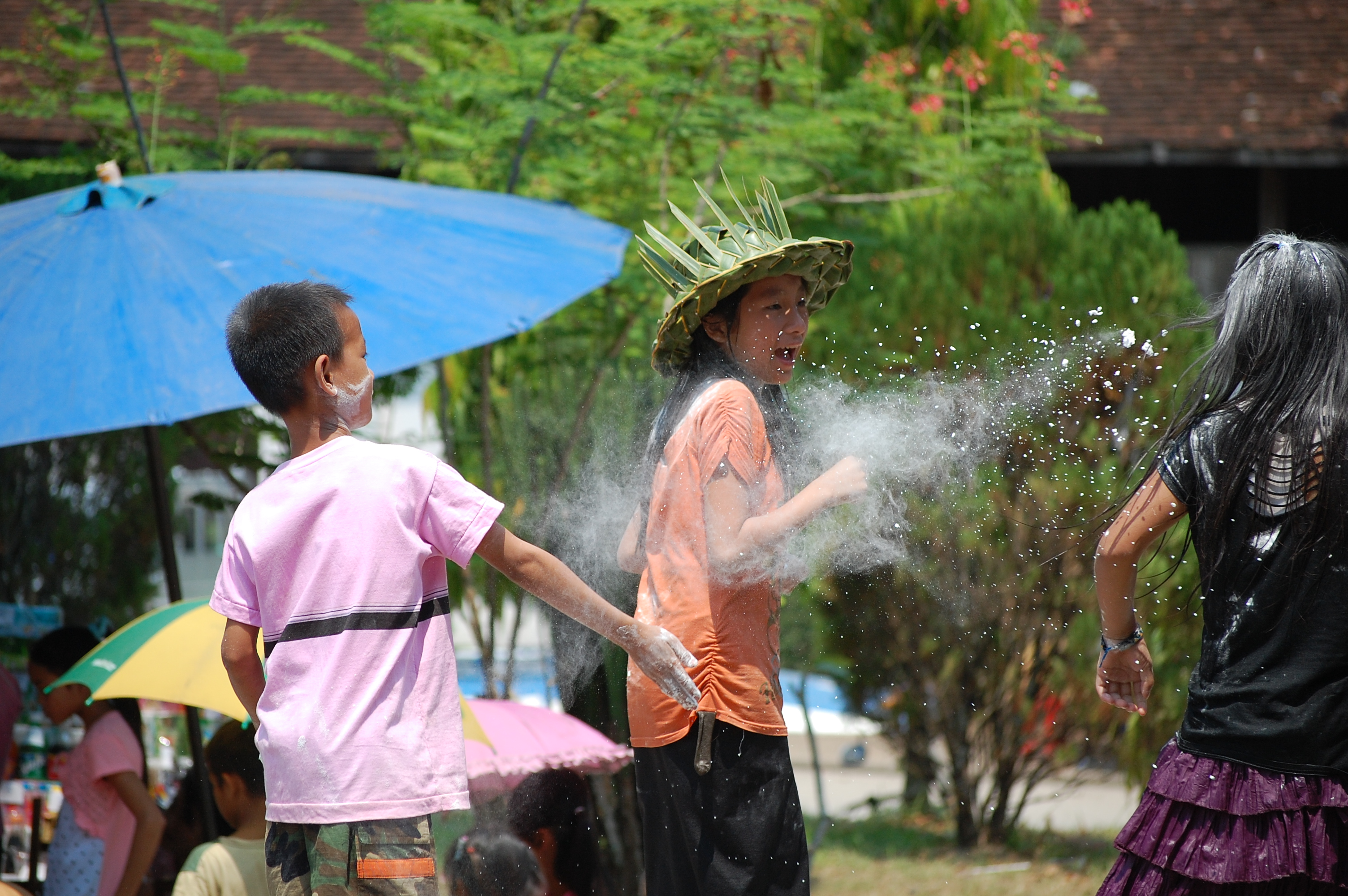
Laos
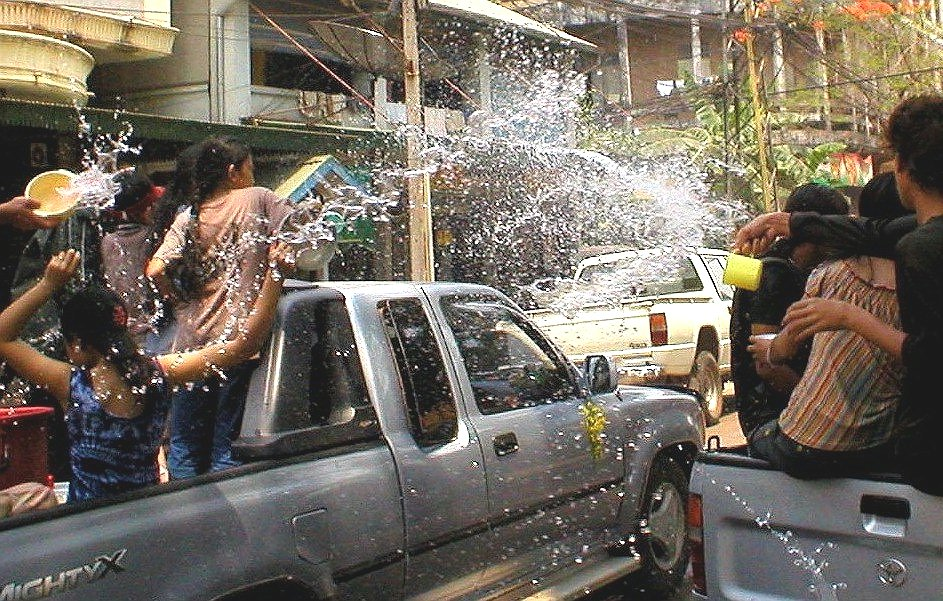
Laos
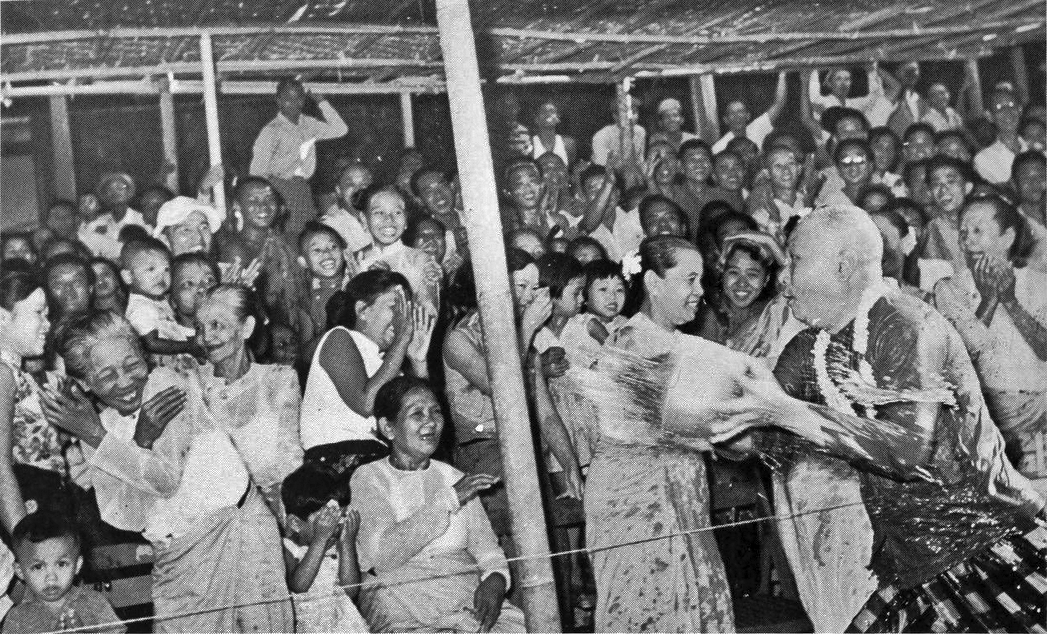
U Nu, presidente della Birmania nel 1960
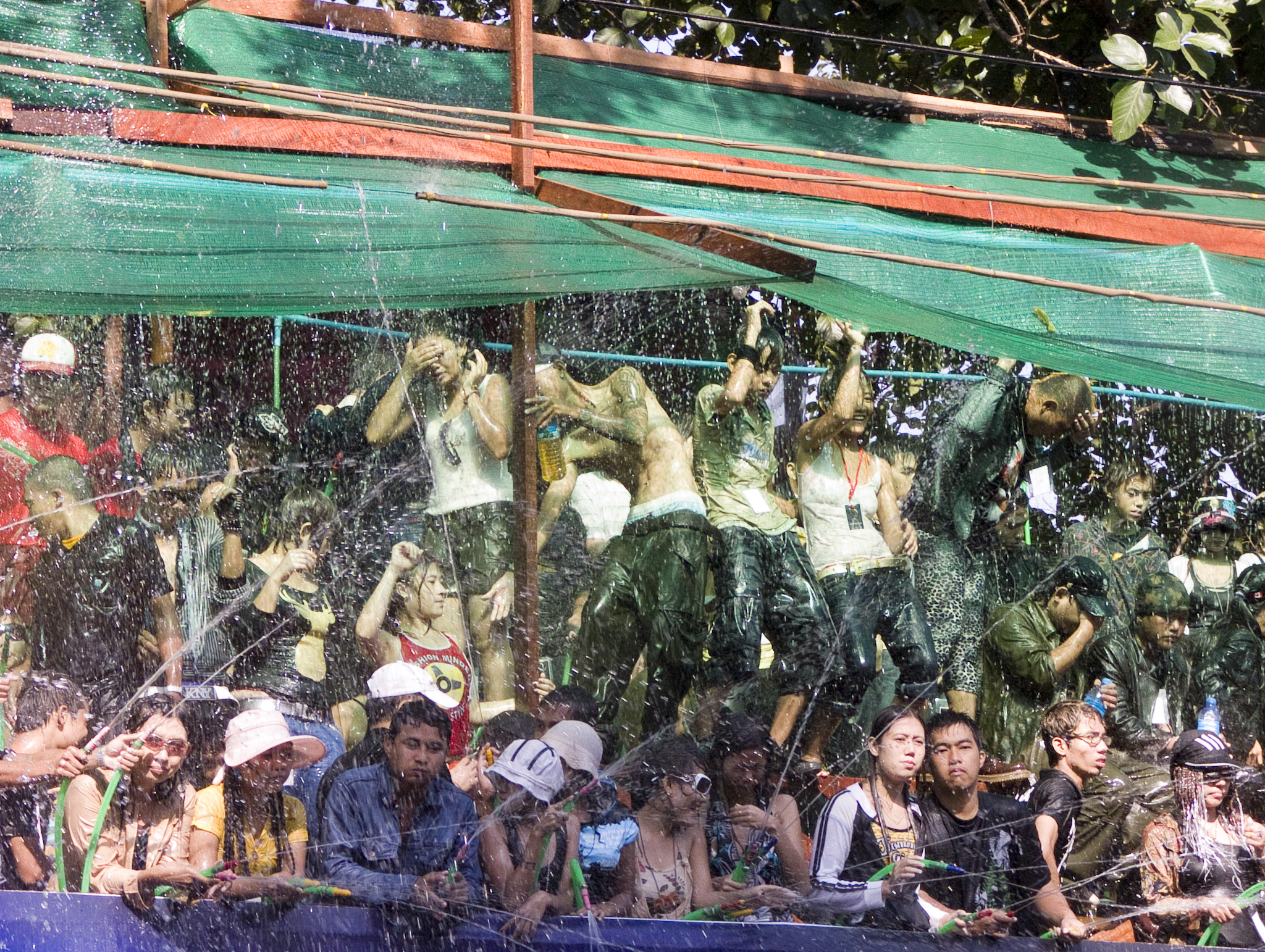
Birmania